# 수전 브라운밀러
수전 브라운밀러(영어: Susan Brownmiller, 1935년 2월 15일 ~ 2025년 5월 24일)는 미국의 언론인, 작가이자 페미니스트 활동가이다. 1975년 저서 《우리의 의지에 반하여: 남성, 여성 그리고 강간의 역사》(Against Our Will: Men, Women and Rape)로 알려져 있으며, 해당 서적은 뉴욕 공립도서관이 선정한 20세기 가장 중요한 책 100권 중 하나로 꼽혔다.